# Actilasioptera pustulata
Actilasioptera pustulata är en tvåvingeart som beskrevs av Gagne 1999. Actilasioptera pustulata ingår i släktet Actilasioptera och familjen gallmyggor. Inga underarter finns listade i Catalogue of Life.